# 김명중 (축구 선수)
김명중(한국 한자: 金明中, 1985년 2월 6일 ~ )은 전 K리그의 미드필더 및 공격수이다.

## 축구인 생활

### 선수 생활
2005년 대한민국 K리그 포항 스틸러스에 수비형 미드필더로 신인 최고 대우를 받으며 입단하였으나, 청소년대표팀 발탁 이후 부상으로 제 기량을 펼치지 못하였다.
2008년 군 복무를 위해 광주 상무 불사조에 입단한 후 공격수로 포지션 변경 후 2시즌 동안 15골 7도움으로 최고의 활약을 펼쳤으며, 제대 후 포항 스틸러스로 복귀하였다.
2010년 2월, 전남 드래곤즈로 이적하여 2시즌 동안 8골 4도움을 기록하였다, 2011년에는 전남 공격수 중 최다골을 기록하였으나 기대에는 못 미치는 결과였다.
2012년 1월, 강원 FC로 이적하였으며, 2012 시즌을 끝으로 은퇴하였다.

## 플레이 스타일
그 당시 피지컬이 좋은 공격수로 평가 받았으며 강력한 슛팅과 페널티 에리어에서의 간결한 슛팅이 일품.